# Veng kloster
Veng kloster var ett katolskt kloster för kvinnor tillhörigt benediktinorden i Veng vid Århus i Danmark.  Det grundades i slutet på 1000-talet, och upplöstes under reformationen i Danmark. Det var ett av de äldsta klostren i Danmark. 